# Шишконосая агама
Шишконосая агама (лат. Ceratophora tennentii) — вид ящериц из семейства агамовых, обитающий в Юго-Восточной Азии.

## Описание
Общая длина достигает 12—13 см. Основной цвет кожи зелёный, но может меняться на красновато-коричневый. Брюхо светлее спины. Самцы окрашены ярче самок. Туловище цилиндрическое, немного сжато с боков. Морда короткая, имеет отросток, который напоминает лист дерева. Самки имеют короткие придатки на носу. Хвост стройный и цепкий. Конечности тонкие, умеренной длины с острыми когтями.

## Образ жизни
Обитает во влажных тропических лесах, в горной местности. Встречается на высотах до 1100 м над уровнем моря. Достаточно медлительна, прячется среди веток. Питается насекомыми.

## Размножение
Это яйцекладущая ящерица. Самка откладывает до 4—5 яиц.

## Распространение
Является эндемиком Шри-Ланки. Населяет горный массив Кнуклес в центре острова.